# Mineo
Mineo település Olaszországban, Szicília régióban, Catania megyében. Lakosainak száma 4486 fő (2023. január 1.). Mineo Aidone, Caltagirone, Grammichele, Licodia Eubea, Militello in Val di Catania, Palagonia, Piazza Armerina, Vizzini és Ramacca községekkel határos.

## Népesség
A település lakossága az elmúlt években az alábbi módon változott:
| Lakosok száma | 5117 | 5088 | 5334 | 4486 |
|               | 2017 | 2018 | 2019 | 2023 |